# 王嶽 (成化乙未進士)
王嶽（1436年—？），字仰嵩，江西吉安府廬陵縣人，民籍，明朝政治人物。進士出身。

## 生平
早年出身縣學生，舉成化十年（1474年）甲午科江西鄉試第五十三名。成化十一年（1475年）乙未科會試第一百四十一名，殿試登進士第二甲第四十五名。

## 家族
曾祖父王茂春。祖父王資善。父亲王崇志。